# Пономаренко Мусій Андрійович

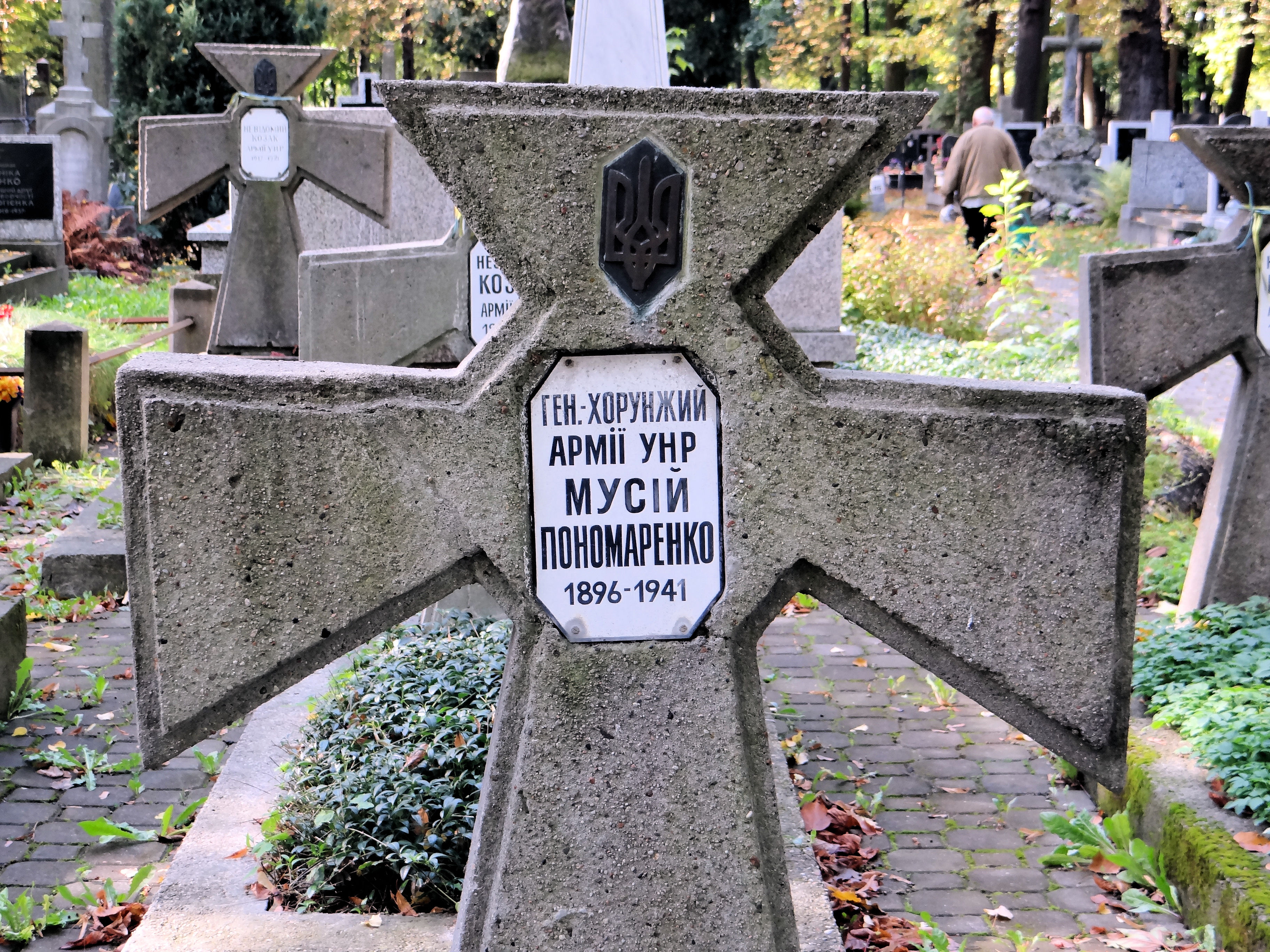
Могила Пономаренка у Варшаві

Мусій Андрійович Пономаренко (1896 — 1941) — генерал-хорунжий Армії УНР.

## Життєпис
Випускник Юнкерської школи піхоти, Миколаївської академії Генерального Штабу. Учасник Першої світової війни на посаді командира полку. Згодом — шеф штабу дивізії на Південно-Західному фронті.
В українській армії від 1918 року. Старшина Генерального Штабу Армії УНР. Після інтернування перебував у Тарнові, згодом оселився у Варшаві.
Похований у православній частині міського цвинтаря «Воля» у Варшаві.